# Lagisca malayana
Lagisca malayana är en ringmaskart som beskrevs av Horst 1915. Lagisca malayana ingår i släktet Lagisca och familjen Polynoidae. Inga underarter finns listade i Catalogue of Life.